# Boisroger
Boisroger ist eine Ortschaft im französischen Département Manche in der Normandie. Die bisher eigenständige Gemeinde wurde mit Wirkung vom 1. Januar 2016 mit Gouville-sur-Mer zur Commune nouvelle Gouville-sur-Mer zusammengelegt. Seither ist sie eine Commune déléguée mit 229 Einwohnern (Stand 1. Januar 2022). 
Nachbarorte sind Geffosses im Nordwesten, Montsurvent im Nordosten, Servigny im Osten, Brainville im Südosten, Gratot im Süden, Blainville-sur-Mer im Südwesten und Gouville-sur-Mer im Westen.

## Bevölkerungsentwicklung
| Jahr      | 1962 | 1968 | 1975 | 1982 | 1990 | 1999 | 2008 | 2015 |
| --------- | ---- | ---- | ---- | ---- | ---- | ---- | ---- | ---- |
| Einwohner | 266  | 193  | 164  | 149  | 145  | 153  | 176  | 245  |

## Sehenswürdigkeiten

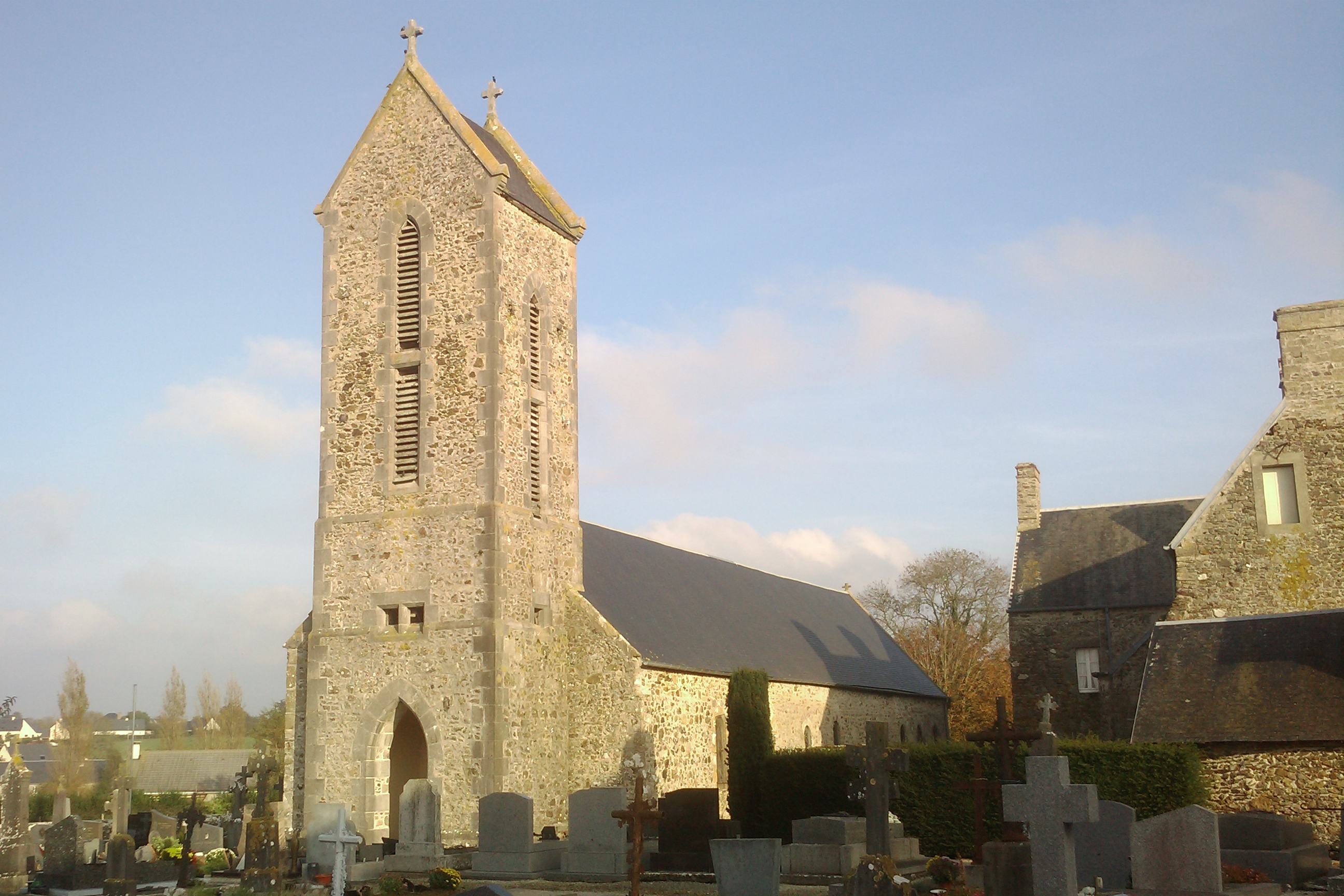
Kirche Saint-Nicolas

- Kirche Saint-Nicolas